# Salmo 22

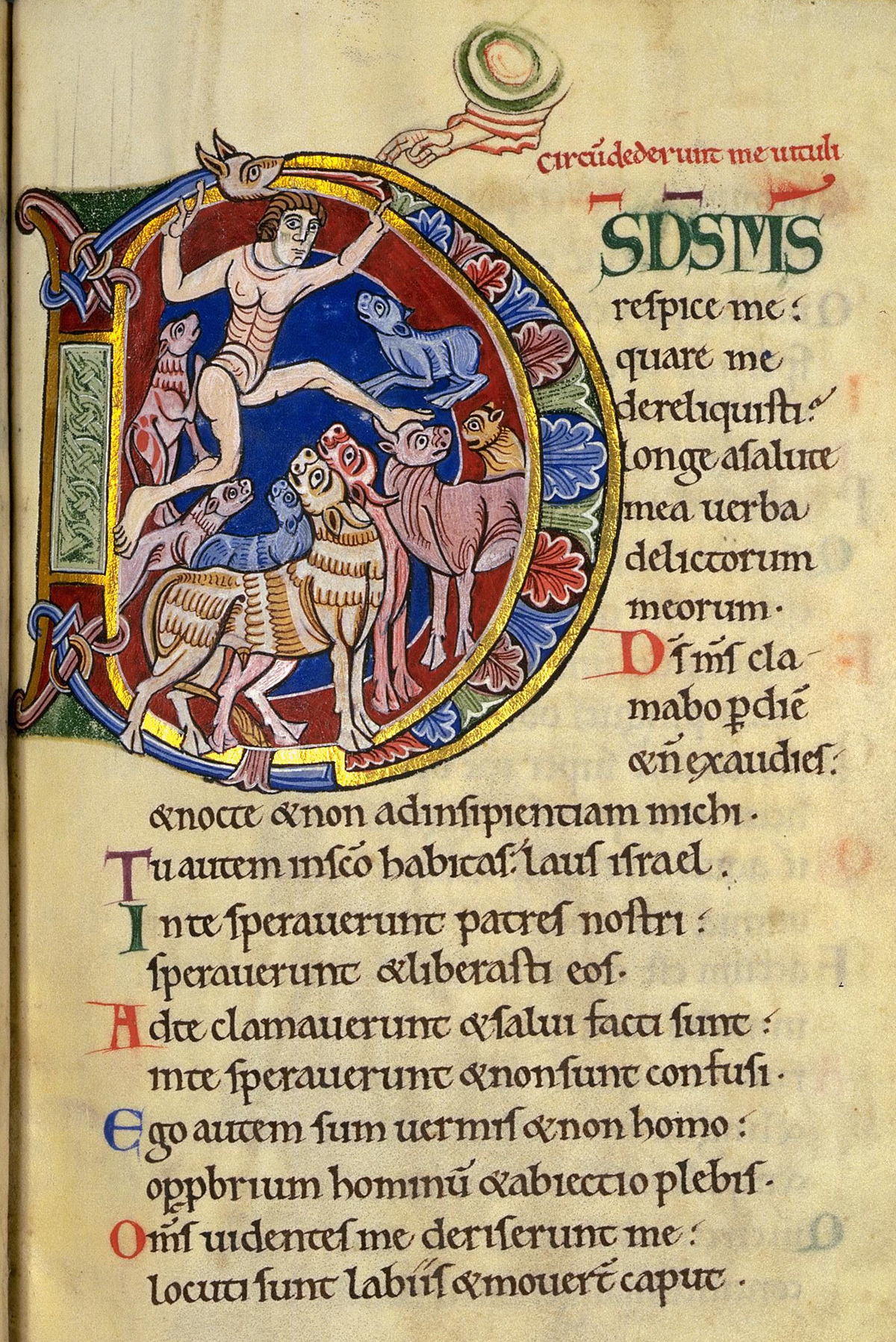
Sal 22, 1-8 nel Salterio di sant'Albano. Le prime parole nel testo latino sono: "Deus Deus meus" abbreviate in DS DS MS.

Il Salmo 22 (numerazione greca: salmo 21) fa parte della raccolta dei 150 Salmi sia nella Tanakh ebraica sia nell'Antico Testamento cristiano.
Descrive dapprima il lamento e la preghiera di un giusto perseguitato e poi termina con il ringraziamento per la liberazione attesa.
La tradizione cristiana ha visto in questo salmo la prefigurazione della Passione di Gesù.

## Uso nel Nuovo Testamento
Il Nuovo Testamento, e in particolare i Vangeli, identificano in più passi il giusto con Gesù, al punto che nella narrazione di Matteo è lo stesso Cristo a pronunciarne l'incipit sulla croce:
Così facendo Gesù identifica sé stesso con il giusto e la sua passione con le sofferenze descritte.
Gli altri passi ripresi dagli evangelisti sono:
| passo del salmo 22 | citazione del Vangelo |
| --- | --- |
| Mi scherniscono quelli che mi vedono, storcono le labbra, scuotono il capo (Salmi 22,8)                                         | E quelli che passavano di là lo insultavano scuotendo il capo (Matteo 27,49) |
| Si è affidato al Signore, lui lo scampi; lo liberi, se è suo amico (Salmi 22,9)                                                 | Anche i sommi sacerdoti con gli scribi e gli anziani lo schernivano: «Ha salvato gli altri, non può salvare se stesso. È il re d'Israele, scenda ora dalla croce e gli crederemo. Ha confidato in Dio; lo liberi lui ora, se gli vuol bene. Ha detto infatti: Sono Figlio di Dio!» (Matteo 27,41-43) |
| È arido come un coccio il mio palato, la mia lingua si è incollata alla gola, su polvere di morte mi hai deposto. (Salmi 22,16) | Dopo questo, Gesù, sapendo che ogni cosa era stata ormai compiuta, disse per adempiere la Scrittura: «Ho sete». Giovanni 19,28 |
| Si dividono le mie vesti, sul mio vestito gettano la sorte. (Salmi 22,19)                                                       | Dopo averlo quindi crocifisso, si spartirono le sue vesti tirandole a sorte. (Matteo 27,35) |
| Si dividono le mie vesti, sul mio vestito gettano la sorte. (Salmi 22,19)                                                       | Perciò dissero tra loro: Non stracciamola, ma tiriamo a sorte a chi tocca. Così si adempiva la Scrittura: Si son divise tra loro le mie vesti e sulla mia tunica han gettato la sorte. E i soldati fecero proprio così. (Giovanni 19,24)                                                             |

Siccome l'inizio del salmo è un grido di sconforto e di disperazione, sovente queste parole pronunciate da Gesù sono state viste come un grido di disperazione e anche di rivolta contro Dio. Vedendo però il salmo in tutta la sua completezza, le parole di Gesù acquistano anche il senso di fiducia e di speranza.